# Jure Turić
Jure Turić (* 3. April 1861 in Gospić, Österreich-Ungarn, heute Kroatien; † 9. Februar 1944 in Zagreb) war ein kroatischer Pädagoge und Schriftsteller.

## Leben
Turić besuchte in seiner Heimatstadt in Lika, zwischen Velebit und Lika Gebirge gelegen, die Schule und wurde Lehrer. 1878 bis 1888 unterrichtete er in der Lika. Er studierte sodann in Jena in Deutschland bis 1892. Turić war als Lehrerbildner in Sarajevo, Petrinja und Zagreb tätig, wo er von 1919 bis 1926 an der Pädagogischen Hochschule unterrichtete. Er galt als bedeutender Pädagoge, der sich in zahlreichen pädagogischen Abhandlungen vor allem auch mit der Erwachsenenbildung beschäftigte und sich für eine bessere Ausbildung der ländlichen Bevölkerung einsetzte. Heute ist eine Schule in Gospić nach ihm benannt. Sein Urenkel Georg Turic befasst sich heute intensiv mit dem intellektuellen Erbe seines Urgroßvaters und bemüht sich insbesondere um eine deutsche Übersetzung seiner Werke.

## Werke
Als Literat verfasste Turić rund vierzig Erzählungen und Novellen, die in realistischer Weise das Leben der einfachen Leute seiner Heimat schildern. Sie erschienen zum Großteil in diversen Zeitschriften, wie dem Vijenac. In deutscher Übersetzung liegt fast nichts davon vor.
- Darovi svijeta, Erzählung 1889
- Der Entschluss in dem Willensprozesse, aus dem Gesichtspunkt von Herbarts Metaphysik und Psychologie erörtert. Jena 1892. – Dissertation dt.
- Igra životom, 1909
- Tko je kriv? (dt. Wer ist schuld, 1940)
- Pod kabanicom
- Priče, 1909
- Djela, Zagreb 1953